# Stand Up and Fight (album Turisas)
Stand Up and Fight è il terzo album ufficiale della band folk symphonic metal finlandese Turisas, pubblicato nel 2011.

## Tracce
1. The March of the Varangian Guard - 3:51
2. Take the Day! - 5:26
3. Hunting Pirates - 3:44
4. "Βένετοι! - Πράσινοι!" (Venetoi! - Prasinoi!) - 3:49
5. Stand Up And Fight - 5:28
6. The Great Escape - 4:52
7. Fear the Fear - 6:14
8. End of an Empire - 7:17
9. The Bosphorus Freezes Over - 5:38
10. Broadsword (versione deluxe) - 5:01
11. Supernaut (versione deluxe) - 3:57

## Formazione
Gruppo
- Mathias Nygård - voce
- Jussi Wickström - chitarra
- Tude Lehtonen - batteria, percussioni
- Hannes Horma - basso
- Olli Vänskä - violino
- Netta Skog - fisarmonica

Altri musicisti
- The Varangian Choral Ensembre - coro